# Pędzel pisarski

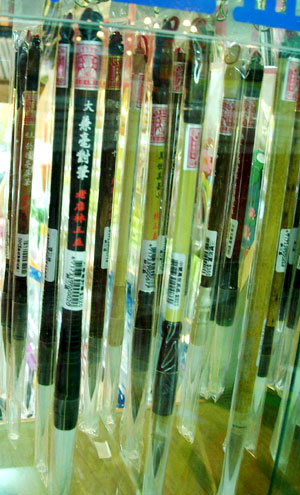
Pędzelki różnego rodzaju i z różnych materiałów w sklepie w Tajpej

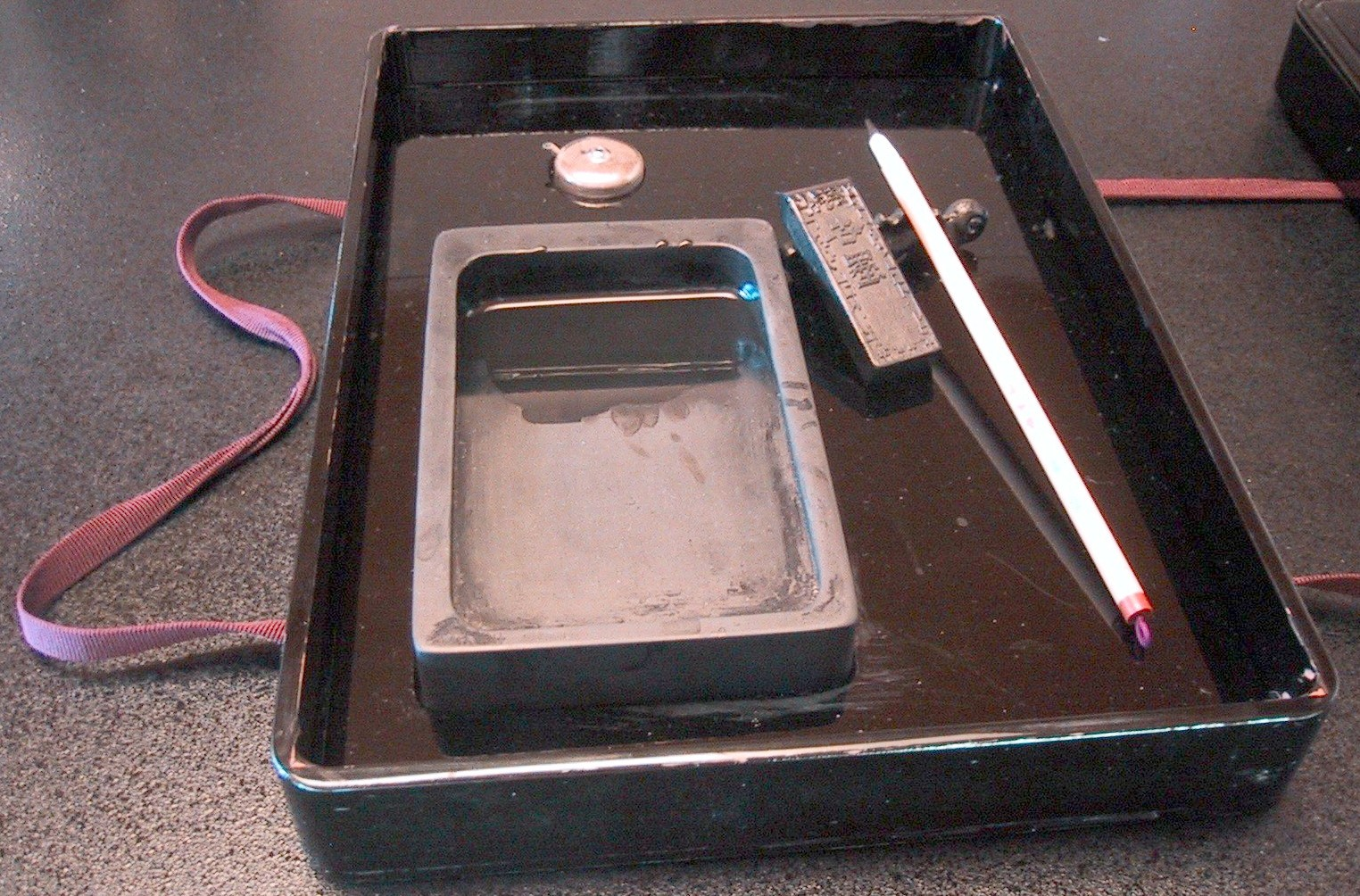
Japońskie cztery skarby gabinetu

Pędzel pisarski – narzędzie wynalezione najpóźniej w III w. p.n.e. w Chinach do kreślenia znaków chińskiego pisma. Przez ponad 2000 lat był to główny przyrząd pisarski w Chinach i na Dalekim Wschodzie. W dzisiejszych czasach wyparty przez długopisy, pióra i komputery, jednak nadal znajduje zastosowanie w kaligrafii oraz malarstwie. Istnieje wiele odmian pędzli, które mogą kosztować od 1 do nawet tysiąca dolarów. Za najlepsze obecnie uchodzą pędzle produkowane w mieście Huzhou w prowincji Zhejiang. 
Pędzel pisarski jest w przekroju okrągły i ma kształt ostro zakończonego stożka. Umożliwia to, przez gradację nacisku, zmianę szerokości tworzonej kreski.
Pędzle można podzielić według następujących kryteriów:
- Rozmiar: Pędzle dzielą się na duże  (大楷), średnie (中楷) i małe (小楷), przy czym większość kaligrafii powstaje przy użyciu średniego rozmiaru, bo jest on najbardziej uniwersalny i w ręku wytrawnego artysty może służyć do kreślenia linii bardzo cienkich i bardzo grubych. Małe pędzle służą do podpisów i najmniejszych dzieł kaligraficznych.
- Miękkość włosia: wyróżnia się pędzle miękkie (軟毫), twarde (硬毫) lub mieszane (兼毫). Są one używane zależnie od stylu kaligrafii.
- Włosie: świńskie, owcze, mysie, królicze, bawole, a nawet tygrysie,  jelenie lub z żółtej łasicy (黄鼠狼). Czasem materiał pochodzi od ptaków, a nawet z ludzkich włosów. Według chińskiej tradycji włosy dziecka z pierwszych postrzyżyn przynosiły szczęście na egzaminach urzędniczych.
- Trzonek: najczęściej z bambusa, bardziej wyszukane materiały to złoto, srebro, jadeit, kość słoniowa lub drzewo sandałowe. Przy produkcji pędzli nie używa się sztucznego włosia.

Pędzel pisarski to jeden z czterech skarbów gabinetu.

## Historia
Najstarszy zachowany pędzel pisarski znaleziono w grobowcu w państwie Chu z Okresu Walczących Królestw (475-221 r. p.n.e.), na stanowisku Zuo Gong Shan 15 w pobliżu Changsha. Składał się z drewnianego trzonka, na którym obstalowano włosie przy pomocy bambusowej tulejki. 
Według legendy pędzelek wynalazł generał Meng Tian z państwa Qin. Wynalazek wpłynął na kształt pisma małopieczęciowego, mniej topornego niż pismo wielkopieczęciowe, którego znaki ryto w drewnie, kamieniu lub na kościach.
Pędzel w przeszłości oznaczano znakiem bǐ (笔), który składa się z klucza „bambus” (竹)  oraz znaku „włosy” (毛). Obecnie słowo bǐ to rodzajowa nazwa wszystkich narzędzi pisarskich, a więc długopisów, piór, ołówków itd. Dlatego dzisiejsza, precyzyjna nazwa pędzla pisarskiego w Chinach to włosiany bi (chiń. upr. 毛笔; chiń. trad. 毛筆; pinyin máo bǐ). Japońska nazwa pędzla to fude.